# Filipinki (EP) II
Filipinki – bootleg Filipinek wydany w 1965 r. w USA przez Radio Request Records (M-40).

## Materiał muzyczny
Na płycie zamieszczono cztery z największych przebojów zespołu z lat 1963–1964, pochodzące z dwóch epek Filipinek: Wala–Twist (Polskie Nagrania Muza N0298) i Filipinki – to my (Polskie Nagrania Muza N0299).

## Informacje dodatkowe
Płyta ukazała się wkrótce po zakończeniu przez Filipinki ich pierwszego amerykańskiego tournée Piosenka nie zna granic. Utwory na niej zamieszczone zostały skopiowane przez producenta płyty najprawdopodobniej bezpośrednio z egzemplarzy minialbumów Wala–Twist i Filipinki – to my, jednych z tych, które uczestnicy tournée przywieźli ze sobą z Polski, i które były sprzedawane były podczas amerykańskich koncertów Filipinek. Płyta ukazała się bez wiedzy wokalistek, ale prawdopodobnie ich ówczesny opiekun artystyczny Jan Janikowski o publikacji został uprzedzony i być może wyraził na nią zgodę. Jako okładkę epki Filipinki użyto niewykorzystany projekt przygotowany kilka miesięcy wcześniej przez Pronit dla minialbumu Tarap tarap, a jedną z wersji projektu – poza Pronitem – posiadał jedynie Jan Janikowski. Na odwrocie koperty wydrukowane zostały słowa piosenki Do widzenia, profesorze.

## Lista utworów
|          | Nr                     | Tytuł           | Muzyka                  | Słowa | Czas |
| -------- | ---------------------- | --------------- | ----------------------- | ----- | ---- |
| Strona A |                        |                 |                         |       |      |
| 1        | Filipinki – to my      | Jan Janikowski  | Włodzimierz Patuszyński | 2:25  |      |
| 2        | Do widzenia profesorze | Jan Janikowski  | Włodzimierz Patuszyński | 2:47  |      |
| Strona B |                        |                 |                         |       |      |
| 1        | Batumi                 | Artemi Ajwazjan | Ola Obarska             | 2:48  |      |
| 2        | Bal Arlekina           | Jan Janikowski  | Włodzimierz Patuszyński | 3:10  |      |

## Wykonawcy
Filipinki w składzie:
- Zofia Bogdanowicz
- Niki Ikonomu
- Elżbieta Klausz
- Krystyna Pawlaczyk
- Iwona Racz
- Krystyna Sadowska
- Anna Sadowa

Zespół instrumentalny Jana Janikowskiego.
Opieka artystyczna i aranżacja – Jan Janikowski.